# William Rose (scénariste)
Pour les articles homonymes, voir William Rose et Rose.
William Rose est un scénariste américain né le 12 décembre 1914 à Jefferson City, Missouri (États-Unis), décédé le 10 février 1987 à Jersey dans la paroisse de Saint-Clément.

## Filmographie
- 1948 : Esther Waters
- 1949 : Once a Jolly Swagman
- 1950 : I'll Get You for This
- 1950 : Son grand amour (My Daughter Joy) de Gregory Ratoff
- 1952 : Gift Horse
- 1953 : Geneviève
- 1954 : The Maggie
- 1955 : Touch and Go
- 1955 : Tueurs de dames (The Ladykillers)
- 1957 : The Man in the Sky
- 1957 : Sous le plus petit chapiteau du monde (The Smallest Show on Earth)
- 1960 : Scent of Mystery
- 1963 : Un monde fou, fou, fou, fou (It's a Mad Mad Mad Mad World)
- 1966 : Les Russes arrivent (The Russians Are Coming the Russians Are Coming)
- 1967 : Une sacrée fripouille (The Flim-Flam Man)
- 1967 : Devine qui vient dîner ? (Guess Who's Coming to Dinner)
- 1969 : Le Secret de Santa Vittoria (The Secret of Santa Vittoria)